# آنیکا وندل
آنیکا وندل (به انگلیسی: Annika Wendle،  زادهٔ ۱۵ سپتامبر ۱۹۹۷) یک کشتی‌گیر زن آزادکار اهل کشور آلمان است. وی سابقه حضور در المپیک ۲۰۲۴ پاریس را دارد.  